# ケロン・スチュワート
ケロン・スチュワート（Kerron Stewart、1984年4月16日 - ）は、ジャマイカの陸上競技選手。2008年北京オリンピックの銀メダリストである。キングストン出身。

## 経歴
14歳までサッカーを行っており、その姿を当時の陸上コーチレイモンド・グラハムに見いだされた。現在もサッカーが好きであり、好きなチームはマンチェスター・ユナイテッド、好きなサッカー選手はフランス代表のティエリ・アンリと答えている。2003年に階段を駆け降りた際にガラスに突っ込み、膝、腕合計39針を縫う大けがをした。
スチュワートは短距離を専門とする選手である。2008年の北京オリンピックでは、100m、200mと4×100mリレーの3種目に出場。100mでは、10秒98で、シェローン・シンプソンと同着で銀メダルを獲得。金メダルを獲得したシェリー＝アン・フレーザーとともにジャマイカ勢で表彰台を独占した。
200mでも、同じジャマイカのベロニカ・キャンベル＝ブラウン、アメリカのアリソン・フェリックスに次いで3位に入り銅メダルを獲得した。さらに4×100mリレーでは、100メートルのメダリスト3人と200mの金メダリストを擁し圧倒的な走力で金メダルが有力視されたが、バトンパスをミスし失格となり、スチュワートの3個目のメダルはならなかった。

## 主な実績
| 年   | 大会         | 場所                  | 種目         | 結果    | 記録   |
| ---- | ------------ | --------------------- | ------------ | ------- | ------ |
| 2007 | 世界選手権   | 大阪(日本)            | 100m         | 7位     | 11秒12 |
| 2007 | 世界選手権   | 大阪(日本)            | 4×100mリレー | 2位     | 42秒01 |
| 2008 | オリンピック | 北京(中華人民共和国)  | 100m         | 2位     | 10秒98 |
| 2008 | オリンピック | 北京(中華人民共和国)  | 200m         | 3位     | 22秒00 |
| 2008 | オリンピック | 北京 (中華人民共和国) | 4×100mリレー | -       | DNF    |
| 2009 | 世界選手権   | ベルリン(ドイツ)      | 100m         | 2位     | 10秒75 |
| 2009 | 世界選手権   | ベルリン(ドイツ)      | 4×100mリレー | 1位     | 42秒06 |
| 2011 | 世界選手権   | 大邱(韓国)            | 100m         | 6位     | 11秒15 |
| 2011 | 世界選手権   | 大邱(韓国)            | 200m         | 5位     | 22秒70 |
| 2011 | 世界選手権   | 大邱(韓国)            | 4×100mリレー | 2位     | 41秒70 |
| 2012 | オリンピック | ロンドン(イギリス)    | 100m         | 4位(sf) | 11秒04 |
| 2012 | オリンピック | ロンドン (イギリス)   | 4×100mリレー | 2位     | 41秒41 |
| 2013 | 世界選手権   | モスクワ(ロシア)      | 100m         | 5位     | 10秒97 |
| 2013 | 世界選手権   | モスクワ(ロシア)      | 4×100mリレー | 1位     | 41秒29 |

## 参照
1. ↑  2009年世界陸上競技選手権大会8月16日TBSテレビ実況
2. 1 2  Focus on Athletes - Kerron Stewart, IAAF.com 2009年8月17日閲覧
3. ↑  TBS「世界陸上ベルリン」／選手情報